# Ланген (Хесен)
Ланген (њем. Langen) град је у њемачкој савезној држави Хесен. Једно је од 13 општинских средишта округа Офенбах. Према процјени из 2010. у граду је живјело 35.260 становника. Посједује регионалну шифру (AGS) 6438006.

## Географски и демографски подаци
Ланген се налази у савезној држави Хесен у округу Офенбах. Град се налази на надморској висини од 109 - 198 метара. Површина општине износи 29,1 km². У самом граду је, према процјени из 2010. године, живјело 35.260 становника. Просјечна густина становништва износи 1.211 становника/km².

## Међународна сарадња
| Мјесто          | Држава               | Врста сарадње | Од    |
| --------------- | -------------------- | ------------- | ----- |
| Тарс            | Турска               | партнерство   | 1991. |
| Лонг Итон       | Уједињено Краљевство | партнерство   | 1971. |
|                 | Француска            | партнерство   | 1968. |
| Аранда де Дуеро | Шпанија              | партнерство   | 2006. |
| Извор           |                      |               |       |